# Zahodni rt
Zahodni rt je najbolj zahodna točka v glavni verigi otokov Nove Zelandije. Je na jugozahodu Južnega otoka med Dusky Sound in zalivom Chalky, na ozemlju narodnega parka Fiordland.
Zahodni rt je eden izmed štirih glavnih rtov na Novi Zelandiji. Poimenoval ga je James Cook poveljnik ladje Endeavour na svoji odpravi med letoma 1769 in 1770. Drugi glavni rti se imenujejo Severni rt, Vzhodni rt in Južni rt.
Na Zahodnem rtu lahko najdemo kamnito obalo ter majhen del, kjer je rt pokrit z gozdom. Je severno od kraja, kjer se Reka Newton izliva v morje.